# Alfred Stange
Alfred Stange, né le 14 août 1894 à Glauchau et mort le 9 septembre 1968 à Tutzing, est un historien de l'art allemand, spécialiste de la peinture germanique du Moyen Âge et de la Renaissance. Il est notamment connu pour son étude en onze volumes de la peinture allemande de la période gothique, mais son support actif au régime nazi entraina la fin prématurée de sa carrière universitaire en 1945.

## Biographie
Alfred Stange est né le 14 août 1894 à Glauchau, ville dont son père, Carl Oskar Stange, était l’architecte conseil. Il y obtient son Abitur en 1914, puis la quitte pour aller étudier l’histoire de l’art à Munich, Berlin et Leipzig. Il soutient en 1921 à l’université de Munich une thèse de doctorat sous la direction de Heinrich Wölfflin, dont le thème est la peinture et la plastique germanique de la fin du XIVe siècle au milieu du XVe siècle, puis obtient en 1925 l’agrégation sous la direction de Wilhelm Pinder. De 1925 à 1931, il est d’abord chargé de cours, puis, de la fin de l’année 1931 à 1933, maître de conférence à l’université de Munich.
Après s’être joint au Kampfbund für Deutsche Kultur, Stange adhère au NSDAP et à la SA en mai 1933,. Ses activités politiques profitent à sa carrière, lui permettant d’obtenir la chaire d’histoire de l’art de l’université de Bonn, tandis qu’il donne parallèlement des cours à la Reichsführerschule de la SA, formant les cadres du parti, et s’intègre dans le cercle des proches d’Alfred Rosenberg. Dans les années suivantes, Stange s’emploie à convertir l’histoire de l’art en outil au service de l’idéologie nazie, montant par exemple un projet avec l’Ahnenerbe pour exalter les liens artistiques entre l’Allemagne et la Scandinavie, ou en publiant un essai développant les théories raciales du parti : Stil, Geschichte und Persönlichkeit.
En 1945, Stange est démis de ses fonctions, puis, en 1949, il est mis à la retraite d’office dans le cadre des procédures de dénazification. Tout au long des années cinquante il tente des recours pour récupérer son autorisation d’enseigner, mais tous sont refusés. Il meurt le 9 septembre 1968 à Tutzing.

## Publications principales
- Altdeutsche Malerei, 1932 ;
- Geschichte der deutschen Malerei der Gotik, onze volumes, 1934-1961 ;
- Der Schleswiger Dom und seine Wandmalereien, 1940 ;
- Das frühchristliche Kirchengebäude als Bild des Himmels, 1950 ;